# Айчурек
Айчурек (в переводе с кирг. «Лунная красавица»; также «Ай-Чурек») — опера в трёх действиях; первая киргизская опера.
Композиторы: В. А. Власов, А. М. Малдыбаев, В. Г. Фере.

Опера впервые была поставлена в 1939 году, что послужило началом творческого пути Киргизского театра оперы и балета.
В мае 1939 года состоялось представление оперы в филиале Большого театра в Москве, на которое последовали отклики в центральной прессе (в частности, в «Правде» и «Известиях»).
Либретто по мотивам второй части эпоса «Манас» было написано поэтами-драматургами Д. Боконбаевым, Д. Турусбековым, К. Маликовым.
Опера вошла в золотой фонд киргизского искусства. Она отражает момент нападения полчищ Чынкожо и Толтоя на Ахунхана с целью забрать красавицу Айчурек.
Музыка оперы пропитана киргизским мелосом, а также передаёт картины народного быта.
- Режиссёры первой постановки произведения:
  - В. Целиковский[5] и
  - Аманкул Куттубаев;
- балетмейстер:
  - Н. Холфин[6][7];
- художник-постановщик:
  - Я. Штоффер.
- Исполнители:
  - Сайра Киизбаева (красавица Айчурек) и
  - Анвар Куттубаева (её юная сестра, Калыйман).

## Критика
26 мая 1939 года опера «Айчурек» была показана в Москве, на декаде киргизской литературы и искусства, встретив единодушные одобрительные отзывы. «В целом, „Айчурек“,—писал Ю. А. Шапорин на страницах „Правды“, — наглядное и неотразимое свидетельство огромных творческих сил киргизского народа, чьё искусство ещё так недавно стало расправлять свои крылья».